# William Austin Burt
William Austin Burt (13 de junho de 1792 - 18 de agosto de 1858) foi um cientista norte-americano, inventor, legislador, juiz de paz, inspetor escolar, juiz, construtor, empresário, agrimensor e soldado.

## Vida
Ele foi primeiro construtor de serrarias, mas seu principal interesse era o de agrimensura. Burt construiu serrarias em uma área que hoje é a cidade de Port Huron, Michigan. Ele construiu uma excelente reputação por seu trabalho de levantamento preciso em terras públicas. Ele se tornou um vice-agrimensor do governo e treinou muitos jovens em vários estados como se tornarem agrimensores profissionais. Burt pesquisou fronteiras nos estados de Michigan, Wisconsin, Minnesota e Iowa desde 1833. Ele envolveu seus cinco filhos na pesquisa e cada um deles se tornou um vice-agrimensor do governo.
Burt foi um promotor da construção do Canal Sault Ste. Marie, uma eclusa de navegação para contornar as corredeiras do rio St. Marys. Ele contribuiu em seu levantamento topográfico e a construção. Além disso, ele foi associado ao levantamento da Península Superior de Michigan. Ele foi o principal agrimensor que resolveu as disputas de fronteira entre Michigan e Wisconsin.

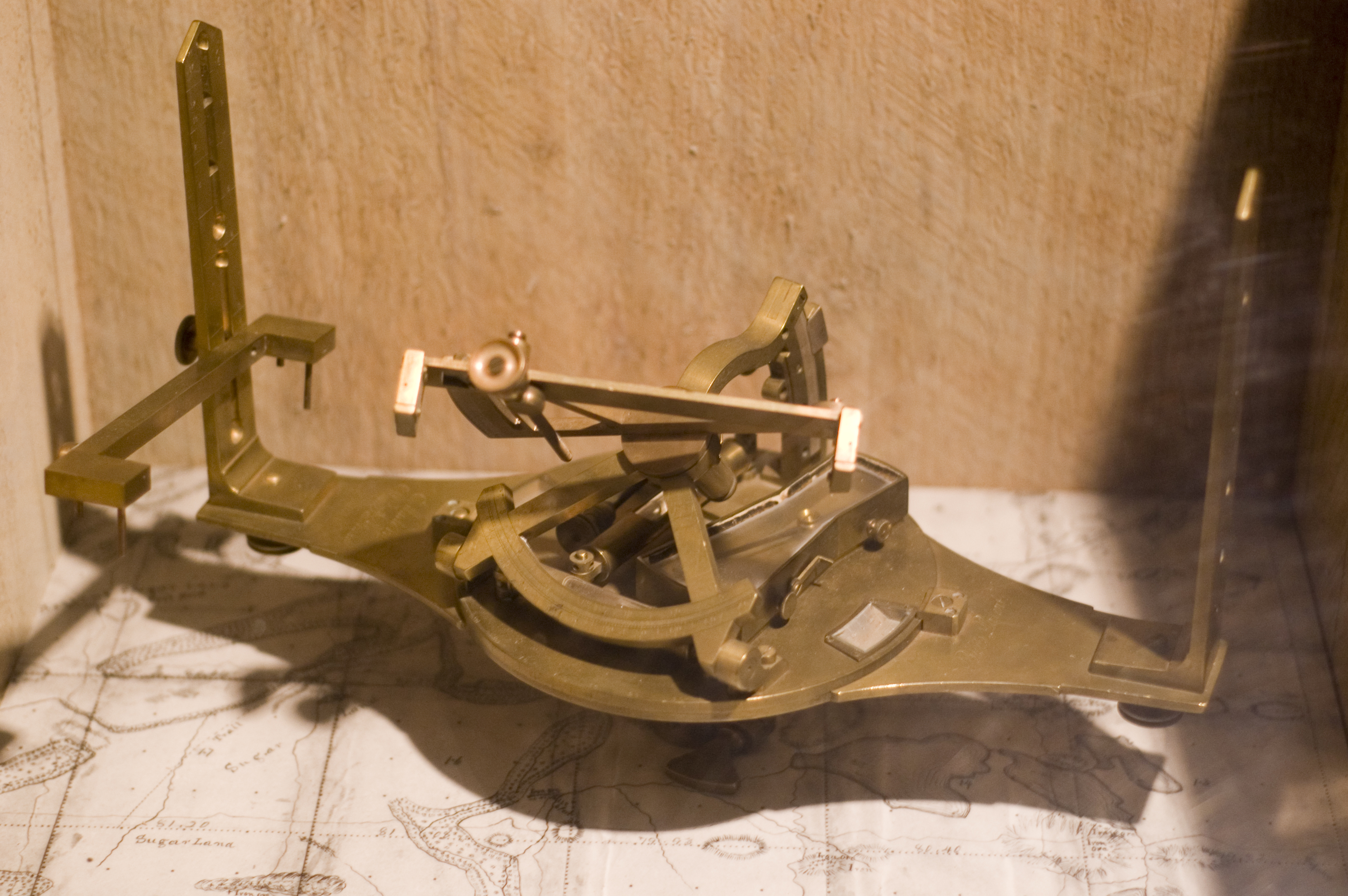
Bússola solar de Burt

Ele foi um inventor e patenteou vários itens importantes no século XIX, derivados dos quais ainda são usados no século XIX. O tipógrafo, precursor da máquina de escrever de 1829 é a primeira fabricada na América com patente. Mais tarde, foi destruída em um incêndio. Seu bisneto construiu um modelo para a Feira Mundial de Chicago de 1893 com base em uma cópia em pergaminho da patente original. Este modelo passou por várias mãos e acabou no Smithsonian Institution em Washington, DC.

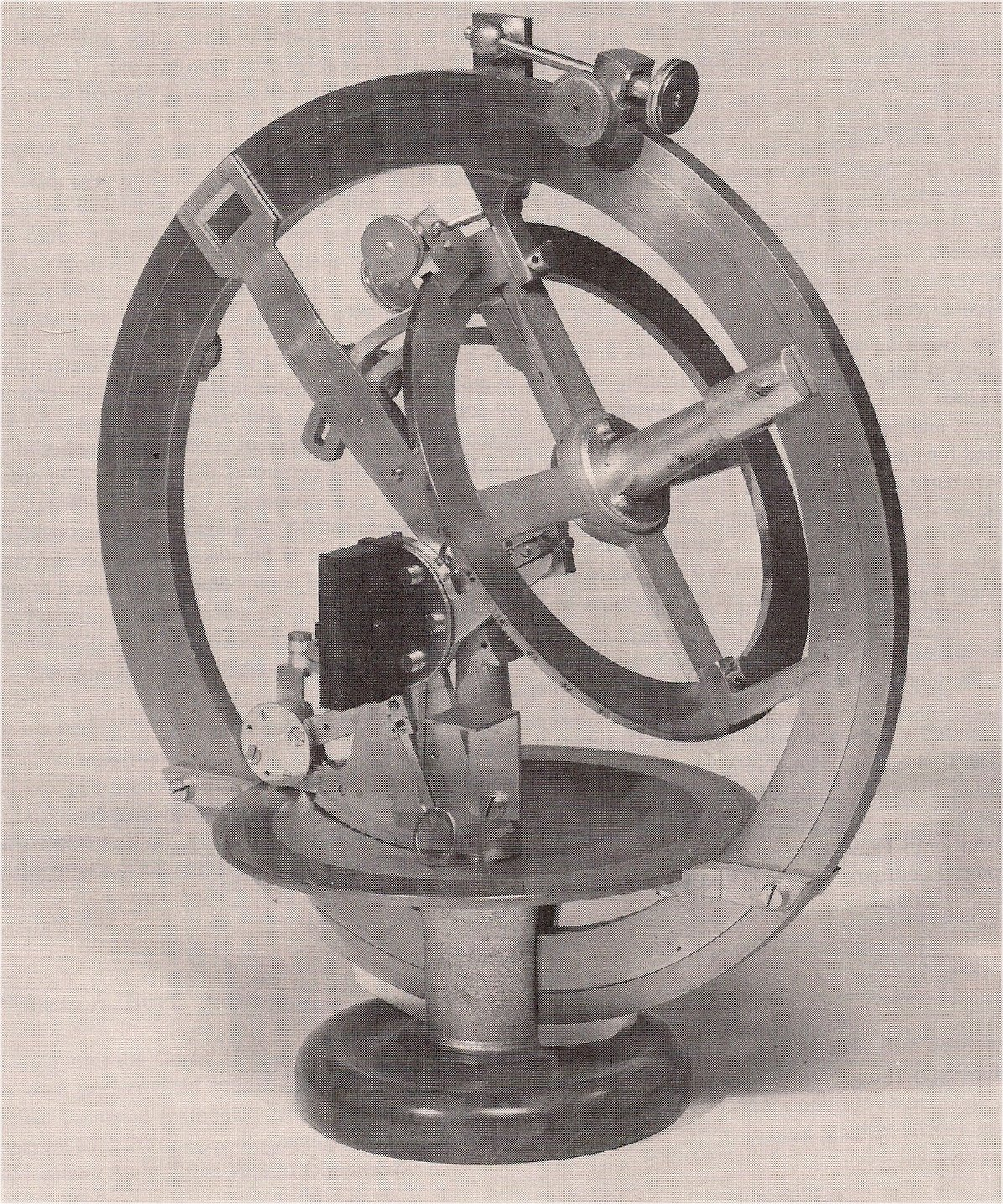
Sextante equatorial

A bússola solar de Burt para levantamento topografico foi inventada pela necessidade de uma bússola que não foi afetada por grandes depósitos de ferro em um distrito territorial. Ele encontrou pela primeira vez em Michigan o problema da agulha em uma bússola magnética normal flutuando erraticamente em todas as direções. Essa interferência, é claro, não permitiu o levantamento da área. Isso ocorreu devido a um grande depósito de minério de ferro no condado de Marquette, Michigan. No final das contas, acabou sendo a Cordilheira de Ferro de Marquette e cidades de mineração surgiram no condado para obter o minério de ferro.
O sextante equatorial de Burt para navegação foi inventado pela necessidade de uma maneira precisa de saber exatamente onde um navio estava localizado no mundo. Ele aplicou o projeto básico de sua bússola solar de usar o sol como referência e pôde determinar o azimute, a altitude, o tempo e a declinação de um navio com maior precisão do que a bússola magnética normal então usada.